# Rue Brahms
Pour les articles homonymes, voir Brahms (homonymie).
La rue Brahms est une voie située dans le 12e arrondissement de Paris, en France.

## Origine du nom

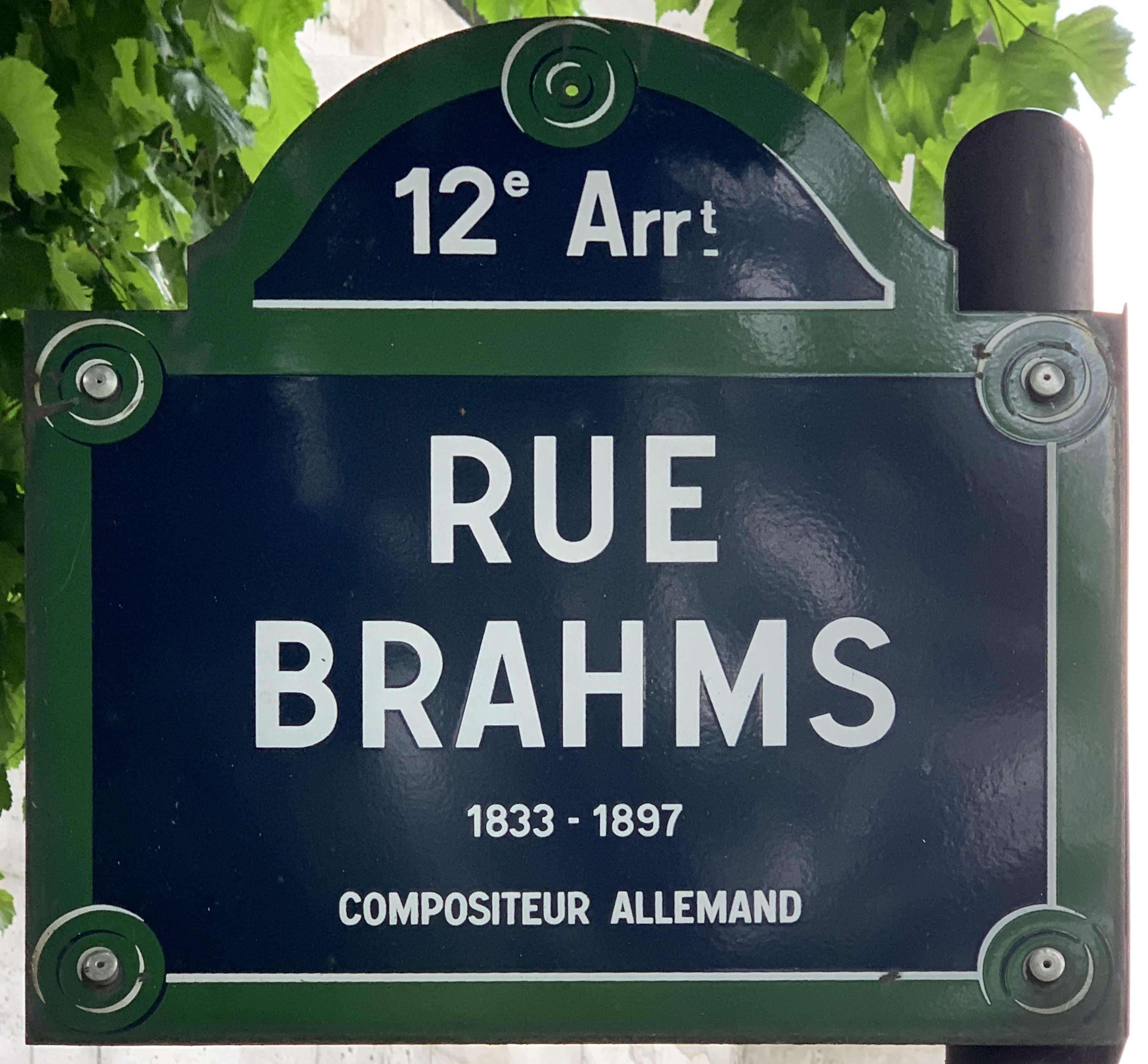
Plaque de la rue.

Comme de nombreuses voies nouvelles de ce secteur, elle porte le nom d'un compositeur de musique classique allemand, Johannes Brahms (1833-1897).

## Historique
La voie est créée dans le cadre de l'aménagement de la ZAC Reuilly sous le nom provisoire de « voie BJ/12 ». Elle prend sa dénomination actuelle par arrêté municipal du 16 décembre 1991, puis est classée dans la voirie de Paris par arrêté municipal du 15 mai 1995.

## Bâtiments remarquables et lieux de mémoire
- La rue longe l'ancienne gare de Reuilly.
- Elle débouche sur la Promenade plantée au niveau de sa portion constituée par l'allée Vivaldi.